# Quelqu’un que j’aime, quelqu’un qui m’aime
"Quelqu’un que j’aime, quelqu’un qui m’aime" (ang. Someone I Love, Someone Who Loves Me, pol. Ktoś kogo kocham, ktoś kto kocha mnie) jest piosenką z albumu Céline Dion Dion chante Plamondon. "Quelqu’un que j’aime, quelqu’un qui m’aime" została wydana jako 4 singiel radiowy w Kanadzie (6 lipca 1992 r.). 
"Quelqu’un que j’aime, quelqu’un qui m’aime" była jedną z 4 nowych piosenek na albumie Dion chante Plamondon napisaną przez Luca Plamondona. Muzykę do niej skomponował Erown. Utwór został wyprodukowany przez Jannicka Topa i Serge'a Perathonera.
Do singla nie nakręcono teledysku, gdyż Dion w czasie jego wydania była skupiona na promocji swojego drugiego albumu anglojęzycznego Celine Dion.
"Quelqu’un que j’aime, quelqu’un qui m’aime"stał się hitem w Qubecu, gdzie doszedł do 1 miejsca na liście najczęściej granych piosenek w stacjach radiowych i zajmował je przez siedem tygodni z rzędu. Piosenka spędziła w zestawieniu łącznie 23 tygodnie.

## Formaty i traclisty
Kanadyjski promo CD single
1. "Quelqu’un que j’aime, quelqu’un qui m’aime" – 3:40

## Sprzedaż, pozycje i certyfikaty
| Kraj                   | Pozycja | Certyfikat | Sprzedaż |
| ---------------------- | ------- | ---------- | -------- |
| Quebec - Airplay Chart | 1(7)    | -          | -        |